# Usnea wasmuthii
Usnea wasmuthii är en lavart som beskrevs av Räsänen. Usnea wasmuthii ingår i släktet Usnea och familjen Parmeliaceae.  Arten är reproducerande i Sverige. Inga underarter finns listade i Catalogue of Life.

## Källor

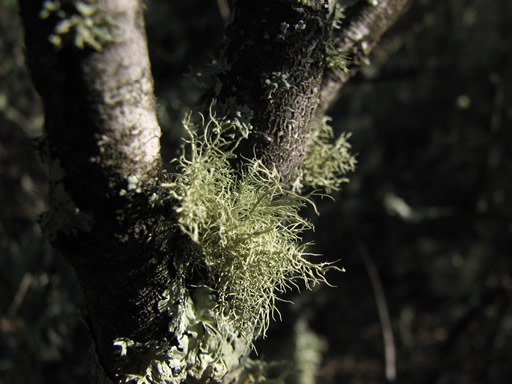